# Xenonmonofluoridofluorosulfonat
Xenonmonofluoridofluorosulfonat, XeFSO3F ist eine anorganische chemische Verbindung des Xenonmonofluorid-Kations XeF+ und der Fluorsulfonsäure.

## Gewinnung und Darstellung
Das Salz wird durch die Reaktion von Xenondifluorid mit Fluorsulfonsäure bei −75 °C hergestellt.
{\displaystyle {\ce {XeF2 + HSO3F -> XeFSO3F + HF}}}

## Eigenschaften

### Physikalischen Eigenschaften
Die Kristallstruktur der Verbindung ist orthorhombisch aufgebaut. Es besitzt die Raumgruppe Pbca (Raumgruppen-Nr. 61). Xenonmonofluoridofluorosulfonat hat die Gitterparameter a = 9,88 ±0,01 Å, b = 10 ±0,01 Å und c = 10,13 ±0,01 Å.

### Chemische Eigenschaften
Das Salz schmilzt bei 36,6 °C und wird zu einer gelbgrünen Flüssigkeit. XeFSO3F ist thermodynamisch instabil und zersetzt sich bereits bei 20 °C zu Xenon, Xenondifluorid und Peroxydisulfuryldifluorid.
{\displaystyle {\ce {2 XeFSO3F -> Xe + XeF2 + S2O6F2}}}
Im Vakuum sublimiert Xenonmonofluoridofluorosulfonat bereits bei 20 °C.